# Tuvalu National Football Association
Die Tuvalu National Football Association (TNFA) ist der Fußballverband des Pazifikstaates Tuvalu. Er ist seit 2006 assoziiertes Mitglied des FIFA-Kontinentalverbandes Oceania Football Confederation (OFC) und hat seinen Sitz in Funafuti.
Der Tuvalu Sports Ground in Vaiaku in Funafuti ist das Nationalstadion Tuvalus.
Seit September 2009 wird mit niederländischer Unterstützung die Vollmitgliedschaft in der FIFA vorbereitet.

## Nationalmannschaft
Tuvalu verfügt über eine Fußballnationalmannschaft der Herren sowie eine Futsal-Nationalmannschaft der Herren.

## Ligen
Die nationale Fußballliga der Herren in Tuvalu besteht aus drei Divisionen; die Damen spielen in einer Liga.
- A-Division – acht Mannschaften
- B-Division – fünf Mannschaften
- C-Division – fünf Mannschaften
- A-Division der Frauen (2009 gegründet) – fünf Mannschaften

## Wettbewerbe
Die TNFA organisiert neben den Ligen drei Pokalwettbewerbe:
- Christmas Cup – Herren und Damen
- Independence Cup – Herren und Damen
- NBT Cup – Herren und Damen

Zudem nehmen die Mitgliedsmannschaften des Verbandes an den Tuvalu Games (Herren und Damen) teil.